# Ёлышев, Геннадий Александрович
Геннадий Александрович Ёлышев (6 октября 1925, Челябинский округ, Уральская область — 27 июля 1989, Карпинск, Свердловская область) — машинист экскаватора Южного угольного карьера треста «Вахрушевуголь» комбината «Свердловскуголь» Министерства угольной промышленности СССР, город Карпинск Свердловской области. Герой Социалистического Труда и Заслуженный шахтёр РСФСР.

## Биография
Родился 6 октября 1925 года в Челябинском округе Уральской области РСФСР (ныне — Челябинская область). В 1941 году начал трудовую деятельность выборщиком породы на Первом разрезе «Богословскуголь», затем работал слесарем, а с 1946 года машинистом экскаватора на Центральном добычном разрезе. В 1960 году переведён на Южный добычный разрез треста «Вахрушевуголь» в город Карпинск Свердловской области, затем стал руководителем бригады. Экскаваторная бригада Ёлышева одной из первых на разрезе было присвоено звание «Коллектив коммунистического труда».
29 июня 1966 года указом Президиума Верховного Совета СССР за выдающиеся заслуги в выполнении заданий семилетнего плана по развитию угольной промышленности и достижение высоких технико-экономических показателей в работе Геннадию Александровичу Ёлышеву присвоено звание Героя Социалистического Труда с вручением ордена Ленина и золотой медали «Серп и Молот».
В 1966 году Геннадий Ёлышев вступил в Коммунистическую партию Советского Союза. Он трижды избирался депутатом Свердловского областного Совета народных депутатов. 14 августа 1980 года ему было присвоено звание «Почётный гражданин города Карпинска».
После выхода на пенсию жил в городе Карпинске. Скончался 27 июля 1989 года.

## Награды
- Герой Социалистического Труда, 29 июня 1966 года
  - Орден Ленина № 352282
  - Медаль «Серп и Молот» № 14033
- Орден Октябрьской Революции, 12 мая 1977 года
- Медаль «За трудовую доблесть», 26 апреля 1957 года
- Медаль «За трудовое отличие», 16 сентября 1952 года
- Юбилейная медаль «За доблестный труд. В ознаменование 100-летия со дня рождения Владимира Ильича Ленина», 1970 год
- Медаль «Ветеран труда»
- Заслуженный шахтёр РСФСР, 26 октября 1973 года
- Знак «Ударник пятилетки»
- Знак «Победитель социалистического соревнования», дважды
- Знак «Шахтёрская слава» трёх степеней
- Почётный гражданин Карпинска, 14 августа 1980 года